# Charly Jhone
Charly Jhone Santos de Souza (22 de julho de 1969), Macapá, é um professor e político brasileiro filiado ao Partido Liberal (PL).
Foi eleito deputado estadual, no Amapá, em 2018.